# (36236) 1999 VV
1999 VV (asteroide 36236) é um APL. Possui uma excentricidade de 0.42337007 e uma inclinação de 58.04090º.
Este asteroide foi descoberto no dia 1 de novembro de 1999 por LINEAR em Socorro.